# Paul Aron (Rennfahrer)

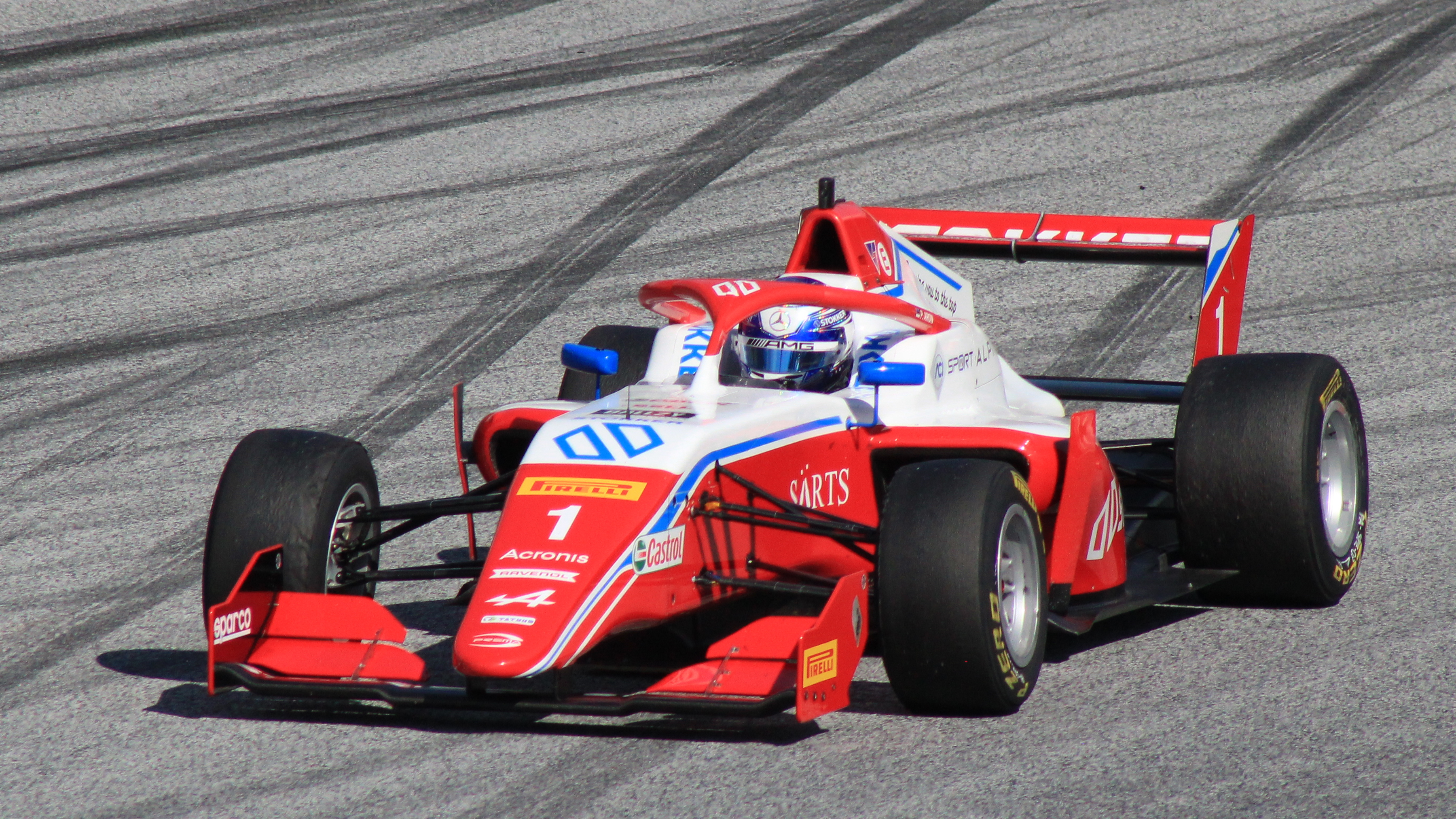
Paul Aron in der Formula Regional European Championship in Spielberg 2021.

Paul Aron (* 4. Februar 2004 in Tallinn, Estland) ist ein estnischer Automobilrennfahrer. Er fährt derzeit in der FIA-Formel-2-Meisterschaft für Hitech Grand Prix.

## Karriere

### Kartsport
Aron begann seine Motorsportkarriere 2012 im Kartsport. 2018 konnte er den WSK Champions Cup und die CIK-FIA Europameisterschaft in der OK Junior Klasse gewinnen. Außerdem konnte er den achten Platz in der deutschen Kart-Meisterschaft erzielen.

### Formel 4
2019 wechselte Aron vom Kartsport in den Formelsport. Er fuhr für das Team Prema Racing in der italienischen Formel-4-Meisterschaft und er konnte mit zwei Rennsiegen den dritten Platz in der Meisterschaft erzielen. Damit konnte er sich den Titel in der Rookie-Wertung sichern. Zudem fuhr er in der deutschen Formel-4-Meisterschaft 2019, welche er auf dem siebten Platz in der Gesamtwertung beendete.

### Formula Regional European Championship
2020 wechselte Aron mit dem französischen Team ART Grand Prix in die Formula Renault Eurocup. Er beendete die Saison mit einem Podestplatz auf dem 11. Platz in der Wertung. Im folgenden Jahr fuhr er erneut in der Rennsiere, welche nun mit der Formula Regional European Championship fusionierte. Er wechselte zum Team Prema Racing, mit welchem er zuvor bereits in der Formel 4 fuhr. Er konnte die Saison mit zwei Siegen und zwei Pole Positions auf dem dritten Platz in der Gesamtwertung abschließen. 2022 erzielte er in der Formula Regional Asian Championship mit Abu Dhabi Racing by Prema den achten Rang in der Wertung. Außerdem gingt er in seine dritte Saison mit Prema Racing in der FREC an den Start.

### Formel 3
2023 wechselte Aron mit Prema Racing in die FIA-Formel-3-Meisterschaft. Mit einem Rennsieg sowie vier Podien beendete er die Saison auf dem dritten Platz in der Gesamtwertung.

### Formel 2
2024 stieg er in die FIA-Formel-2-Meisterschaft mit dem Team Hitech auf. Mit einem Rennsieg sowie sieben weiteren Podestplätzen belegte er am Ende der Saison den dritten Platz in der Fahrerwertung.

### Formel 1
Am 30. November 2024 gab das Alpine F1 Team bekannt, Paul Aron ab der Saison 2025 als Reservefahrer unter Vertrag zu nehmen.

## Statistik

### Zusammenfassung
| Saison | Serie                                  | Team               | Rennen | Siege | Poles | Podien | Punkte | Position |
| ------ | -------------------------------------- | ------------------ | ------ | ----- | ----- | ------ | ------ | -------- |
| 2019   | Italienische Formel-4-Meisterschaft    | Prema Racing       | 21     | 2     | 1     | 9      | 226    | 3.       |
| 2019   | Deutsche Formel-4-Meisterschaft        | Prema Racing       | 20     | 2     | 0     | 2      | 129    | 7.       |
| 2020   | Formel Renault Eurocup                 | ART Grand Prix     | 19     | 0     | 0     | 1      | 54     | 11.      |
| 2021   | Formula Regional European Championship | Prema Racing       | 20     | 2     | 2     | 7      | 197    | 3.       |
| 2022   | Formula Regional Asian Championship    | Prema Racing       | 15     | 0     | 2     | 3      | 80     | 8.       |
| 2023   | FIA-Formel-3-Meisterschaft             | Prema Racing       | 18     | 1     | 0     | 4      | 112    | 3.       |
| 2024   | FIA-Formel-2-Meisterschaft             | Hitech Pulse-Eight | 24     | 1     | 5     | 8      | 163    | 3.       |

## Sonstiges
Paul Aron ist der Bruder des Automobilrennfahrers Ralf Aron.
Von 2019 bis 2023 war er Teil des Mercedes AMG F1 Team-Förderprogramms.